# 魔玉属
魔玉属（学名：Lapidaria）为番杏科的一个属。

## 物种
本属包括以下物种：
- 魔玉 Lapidaria margaretae (Schwantes) Dinter & Schwantes, 1927